# Władysław Stein-Krajewski

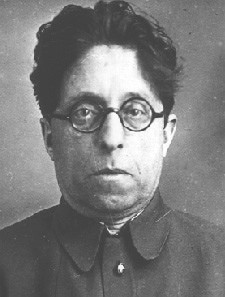
Władysław Stein-Krajewski po aresztowaniu przez NKWD 1937

Władysław Stein pseud. Antoni Krajewski (ur. 6 września 1886 w Warszawie, zm. 20 września 1937 w Moskwie) – działacz komunistyczny, publicysta.

## Życiorys
Urodzony w średniozamożnej rodzinie żydowskiej, syn Hersza-Hermana i Bronisławy z Czamańskich, brat Henryka. Był księgowym. W 1904 wstąpił do SDKPiL. W latach 1910–1914 był więziony za działalność rewolucyjną. Po ucieczce z zesłania działał w frakcji „rozłamowców” i współpracował z Leninem. Od 1916 członek Zarządu Krajowego SDKPiL. 
W 1919 r. kierował działalnością Komitetu Warszawskiego Komunistycznej Partii Robotniczej Polski. W 1920 więziony w był w X Pawilonie Cytadeli Warszawskiej. Zwolniony w marcu 1921 r. W latach 1920–1921 oraz 1927–1929 członek Komitetu Centralnego (KC) KPP, a 1923–1928 członek Sekretariatu Krajowego KC KPP. Delegat KPP na III Kongres Kominternu latem 1921. Na V Kongresie Kominternu latem 1924 został członkiem jego prezydium i komisji. W 1930 zamieszkał w ZSRR, gdzie był funkcjonariuszem Kominternu (członek międzynarodowej komisji kontroli i kierujący sektorem prasy Kominternu). 

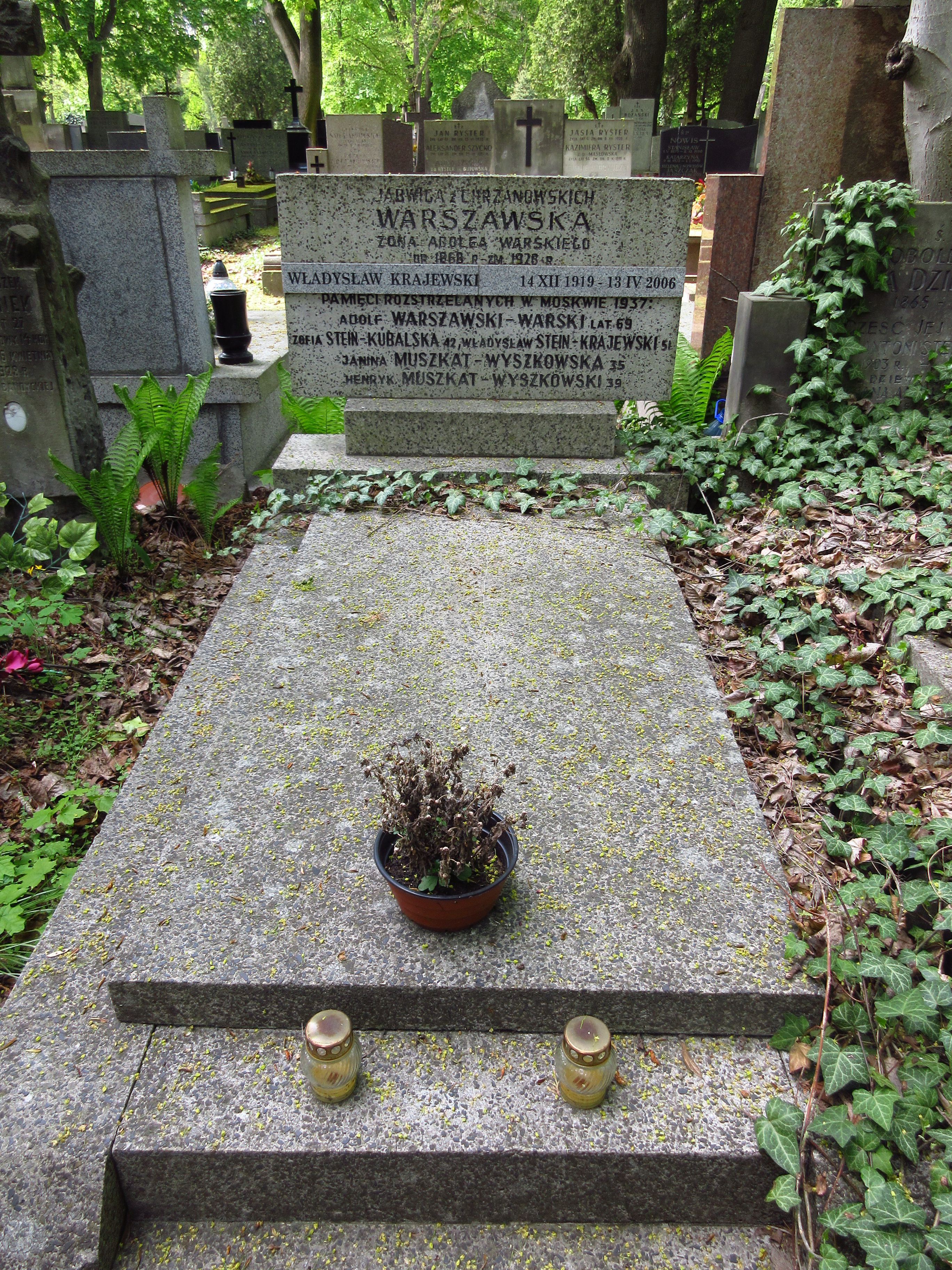
Grób symboliczny Władysława Steina-Krajewskiego na Cmentarzu Bródnowskim.

W okresie „wielkiej czystki” 26 maja 1937 aresztowany w Moskwie przez NKWD. 20 września 1937 skazany na śmierć przez Kolegium Wojskowe Sądu Najwyższego ZSRR za „udział w organizacji szpiegowsko-terrorystycznej”, stracony tego samego dnia. Skremowany na Cmentarzu Dońskim, pochowany anonimowo. Jego grób symboliczny znajduje się na cmentarzu Bródnowskim w Warszawie (kwatera 51A-5-26). 
Zrehabilitowany 4 maja 1955 postanowieniem Kolegium Wojskowego SN ZSRR.
Jego żoną była Zofia Warska (1895–1937), córka Adolfa Warskiego, po rozpadzie małżeństwa od 1927 żona Stanisława Ryszarda Stande. Z małżeństwa z Warską miał syna Władysława, filozofa. Jego wnukiem jest Stanisław Krajewski.